# Archikatedra
Archikatedra, kościół archikatedralny – główny kościół archidiecezji i metropolii, zazwyczaj siedziba arcybiskupa metropolity.

## Archikatedry w Polsce

### Kościół katolicki

#### Kościół katolicki obrządku łacińskiego
| Katedra                     | Archidiecezja                       | Wezwanie                                                       | Uwagi | Zdjęcie |
| --------------------------- | ----------------------------------- | -------------------------------------------------------------- | --- | ------- |
| Archikatedra w Białymstoku  | Archidiecezja białostocka           | Wniebowzięcia Najświętszej Maryi Panny                         | bazylika mniejsza sanktuarium maryjne (MB Ostrobramskiej)                                                                                  |         |
| Archikatedra w Częstochowie | Archidiecezja częstochowska         | Świętej Rodziny                                                | bazylika mniejsza sanktuarium Świętej Rodziny                                                                                              |         |
| Archikatedra we Fromborku   | Archidiecezja warmińska             | Wniebowzięcia Najświętszej Maryi Panny i św. Andrzeja Apostoła | bazylika mniejsza |         |
| Archikatedra w Gdańsku      | Archidiecezja gdańska               | Trójcy Świętej, Najświętszej Maryi Panny i św. Bernarda        | bazylika mniejsza |         |
| Archikatedra w Gnieźnie     | Archidiecezja gnieźnieńska          | Wniebowzięcia Najświętszej Maryi Panny                         | bazylika mniejsza, bazylika prymasowska i katedra koronacyjna królów Polski sanktuarium św. Wojciecha                                      |         |
| Archikatedra w Katowicach   | Archidiecezja katowicka             | Chrystusa Króla                                                | |         |
| Archikatedra w Krakowie     | Archidiecezja krakowska             | św. Stanisława i św. Wacława                                   | bazylika mniejsza, katedra koronacyjna królów Polski i miejsce spoczynku królów Polski sanktuarium śś. Stanisława i Jadwigi Andegaweńskiej |         |
| Archikatedra w Lublinie     | Archidiecezja lubelska              | św. Jana Chrzciciela i św. Jana Ewangelisty                    | sanktuarium maryjne (MB Płaczącej) |         |
| Archikatedra w Łodzi        | Archidiecezja łódzka                | św. Stanisława Kostki                                          | bazylika mniejsza |         |
| Archikatedra w Poznaniu     | Archidiecezja poznańska             | Świętych Apostołów Piotra i Pawła                              | bazylika mniejsza, najstarsza polska katedra i miejsce spoczynku królów Polski                                                             |         |
| Archikatedra w Przemyślu    | Archidiecezja przemyska             | Wniebowzięcia Najświętszej Maryi Panny i św. Jana Chrzciciela  | bazylika mniejsza sanktuarium maryjne (MB Jackowej), św. J.S. Pelczara i bł. J.W. Balickiego                                               |         |
| Archikatedra w Szczecinie   | Archidiecezja szczecińsko-kamieńska | św. Jakuba                                                     | bazylika mniejsza |         |
| Archikatedra w Warszawie    | Archidiecezja warszawska            | św. Jana Chrzciciela                                           | bazylika mniejsza, katedra koronacyjna królów Polski, miejsce spoczynku królów oraz prezydentów Polski sanktuarium Krzyża Świętego         |         |
| Archikatedra we Wrocławiu   | Archidiecezja wrocławska            | św. Jana Chrzciciela                                           | sanktuarium maryjne (MB Adorującej) |         |

#### Kościół katolicki obrządku bizantyjsko-ukraińskiego
| Katedra                  | Diecezja                           | Wezwanie             | Uwagi                 | Zdjęcie |
| ------------------------ | ---------------------------------- | -------------------- | --------------------- | ------- |
| Archikatedra w Przemyślu | Archieparchia przemysko-warszawska | św. Jana Chrzciciela | sobór archikatedralny |         |

### Kościół prawosławny
- Polski Autokefaliczny Kościół Prawosławny

| Katedra                            | Archieparchia                               | Wezwanie                                 | Uwagi                | Zdjęcie |
| ---------------------------------- | ------------------------------------------- | ---------------------------------------- | -------------------- | ------- |
| Katedra metropolitalna w Warszawie | Diecezja warszawsko-bielska, metropolitalna | Świętej Równej Apostołom Marii Magdaleny | sobór metropolitalny |         |